# Cyprus International 2001
Die Cyprus International 2001 im Badminton fanden im Oktober 2001 statt.

## Sieger und Platzierte
| Disziplin    | Gold                                | Silber                         | Bronze                                   |
| ------------ | ----------------------------------- | ------------------------------ | ---------------------------------------- |
| Herreneinzel | Theodoros Velkos                    | Nir Yusim                      | Levente Csiszér                          |
| Herreneinzel | Theodoros Velkos                    | Nir Yusim                      | Ali Shahhosseini                         |
| Dameneinzel  | Katarzyna Krasowska                 | Krisztina Ádám                 | Diana Knekna                             |
| Dameneinzel  | Katarzyna Krasowska                 | Krisztina Ádám                 | Dometia Ioannou                          |
| Herrendoppel | Afshin Bozorgzadeh Ali Shahhosseini | Giorgos Patis Theodoros Velkos | Pavlos Charalambidis Christos Tsartsidis |
| Herrendoppel | Afshin Bozorgzadeh Ali Shahhosseini | Giorgos Patis Theodoros Velkos | Boris Kroitor Nir Yusim                  |
| Damendoppel  | Maria Ioannou Diana Knekna          | Karin Knudsen Nina Messman     | Chrisa Georgali Christina Mavromatidou   |
| Damendoppel  | Maria Ioannou Diana Knekna          | Karin Knudsen Nina Messman     | Rina Fridman Svetlana Kapelyan           |
| Mixed        | Peter Jensen Maria Ioannou          | Boris Kroitor Rina Fridman     | Theodoros Velkos Chrisa Georgali         |
| Mixed        | Peter Jensen Maria Ioannou          | Boris Kroitor Rina Fridman     | Nir Yusim Svetlana Kapelyan              |